# 어뢰발사관
어뢰발사관(魚雷発射管)은 함정에서 어뢰를 발사하는 장치이다. 발사관(torpedo tube 또는 torpedo launcher)은 크게 두 가지 유형이 있다. 발사구가 수면에 있는 것을 수상 발사관, 수면 아래에 있는 것(또는 잠수함에 장착된 것)을 수중 발사관이라고 한다. 관 구조를 하고 있으며, 관내에 어뢰를 장전하고, 외부를 향한 한쪽 입구로 발사한다.

## 개요
수상함과 잠수함에 어뢰 발사를 할 용도로 탑재된다. 또한 좁은 수로를 방비할 목적으로 육상에 설치한 경우도 있다. 항공기나 군함에서 어뢰를 발사하면 어뢰를 수중에 투하하는 것만으로도 충분하지만, 잠수함에서는 어뢰발사관을 이용할 필요가 있다. 이것은 수중에서 함내에 물의 침입을 막으면서 물체를 함 밖으로 사출할 필요가 있기 때문이다.
수상함에서 제2차 세계 대전까지 함종을 불문하고 전함 등에도 수중발사관이 장착되어 있었지만, 현대 군함은 일부를 제외하고는 수중발사관을 장착한 사례는 거의 없다.

## 잠수함

잠수함의 어뢰발사관 간략 다이어그램

잠수함에서 어뢰발사관은 가장 중요한 장치 중 하나이지만, 그 구조는 복잡하다. 수중에서 어뢰를 발사할 때의 문제점은 함내에 물의 침입을 방지해야 하고, 어뢰 발사 후 함의 무게 균형의 변화에 대처해야 한다.
어뢰 발사관에 어뢰를 장전한 후 관내에 천천히 물을 주입하여 어뢰의 심도 조정을 한다. 관 내에 물 주입이 끝나면 앞 문을 연다. 그 후에 압축 공기로 어뢰를 밀어 수중으로 어뢰를 발사한다. 어뢰 기관 스위치는 사출 직후에 시작한다. 또한, 발사 시에 사용한 압축 공기는 함을 벗어나게 되면 해수면에 떠올라, 함 위치가 노출되므로 함내에서 회수하여야 한다. 그리하여, 발사 관내에서 기관을 시동하는 자주포 발사식 어뢰도 출현하고 있다. 다시 장전을 할 때에는 앞문을 닫고 관내 배수할 필요가 있다. 이러한 메커니즘은 함내에 물의 침입을 방지하고 어뢰 발사 후 함의 균형 (밸러스트 변화)이 무너지는 것을 억제하고 있다.
어뢰발사관이 장착 위치는 현대의 잠수함에서는 앞을 향한 것이 대부분이지만, 측방과 후방을 향해 장착된 것도 있었다.
어뢰발사관은 잠항 중인 잠수함에게 몇 외계와의 교통부이며, 어뢰 이외에도 미사일과 기뢰의 사출, 각종 센서와 디코이의 방출, 함내에서 발생한 쓰레기를 압축 철판으로 성형하여 투기할 때 사용될 수 있다.

## 수상함
수상함의 발사관은 어뢰 발사와 특히 현대에는 장전된 어뢰의 보호 케이스로 발사관이 사용된다. 발사는 압축 공기에 의해 어뢰를 사출하는 방법 등이 있다. 초기의 어뢰정과 어뢰 장착 함정에서 발사관을 사용하지 않고 관이 아닌 사출 장치 등에 의해 측방과 후방에 어뢰를 투하하는 방법을 취하던 것도 있었다. 수선에 장착된 수상 발사관이 대부분이지만 일부는 넬슨급 전함 등 수중발사관을 장비하고 있었던 함정도 있다. 어뢰는 대항해 시대부터 중용되었던 대포의 포탄 등보다 작약량이 많아 약한 수선 아래에 명중시켜 침수를 일으키는 효과도 컸다.
대포가 위력에 따라 거대화되는 반면, 어뢰발사관은 간편한 경량 특성을 살려, 어뢰전이 중시되고 있던 제2차 세계 대전 때는 단장, 연장 및 3연장, 심지어 5연장 수상발사관도 개발되어 장착되었다. 나가토급 전함이 새로 건조될 때 콜로라도급 전함에도 장착되어 있었지만, 전함의 장비로는 함의 기동성과 주포 사정거리와의 관계보다 더 중요한 장비는 아니었다. 따라서 나가토급으로 개조할 때는 철거를 해버렸다.